# Tvrdoš

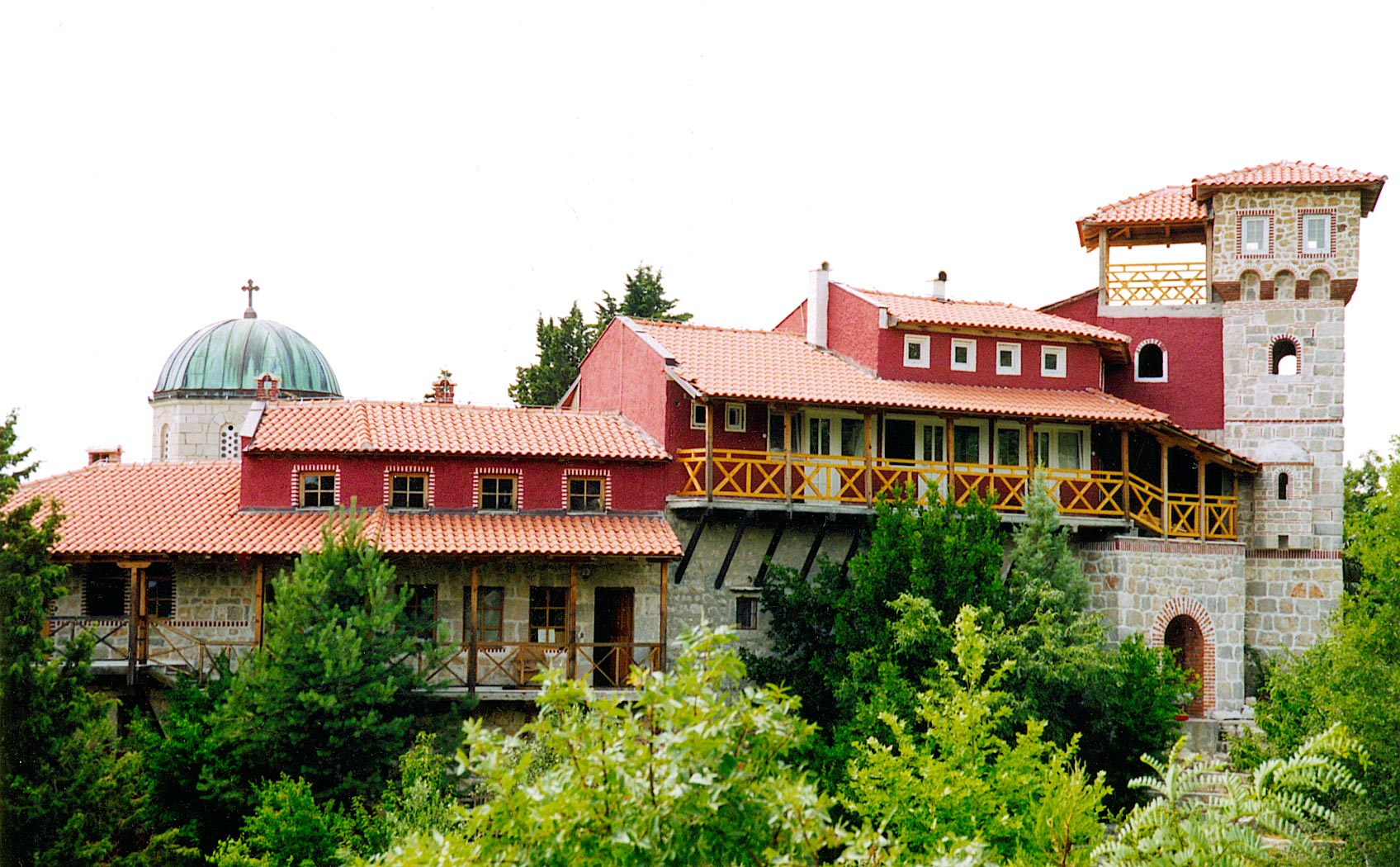
Tvrdoš-klostret.

Tvrdoš (Serbiska: Тврдош) är ett serbisk-ortodoxt kloster från 1400-talet beläget i närheten av Trebinje i Republika Srpska i Bosnien Herzegovina. Klostret är byggt på en romersk kyrka från 300-talet som än idag är synlig i klostrets grund. Klosterkatedralen uppfördes 1508 efter ritningar av Vicko Lavrov.
Klostret förstördes av turkarna 1694 och den nuvarande byggnaden återuppfördes 1924 efter att man lyckats slå tillbaka den turkiska ockupationen. Klostret är idag känt för sina goda viner som säljs till utvalda distributörer världen över.